# Angélica Celaya

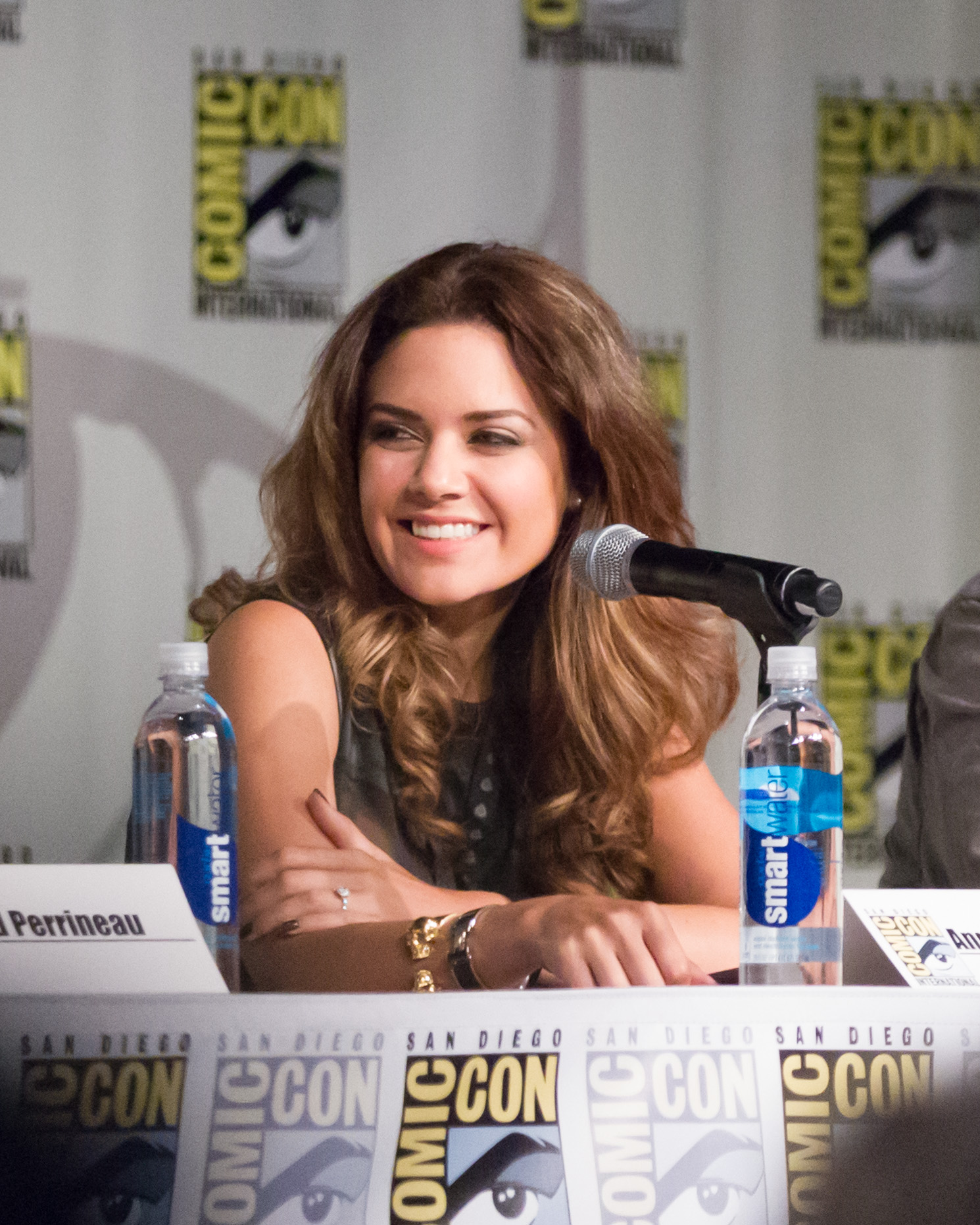
Angélica Celaya (2014)

Angélica Guadalupe Celaya (* 9. Juli 1982 in Tucson, Arizona) ist eine US-amerikanisch-mexikanische Schauspielerin.

## Leben
Angélica Celaya wurde in Tucson im US-Bundesstaat Arizona geboren und wuchs dort auf. Ihre Eltern waren 1971 aus dem mexikanischen Sonora in die Vereinigten Staaten eingewandert. Mit 16 erhielt sie von der University of Arizona ein Stipendium und begann dort neben der Highschool Psychologie zu studieren. Ein weiteres Stipendium erhielt sie von den mexikanischen Argos Acting Studios. Nach ihrem dortigen Abschluss trat sie ab 2005 hauptsächlich in wiederkehrenden Nebenrollen in den von Telemundo ausgestrahlten Telenovelas wie Los plateados (2005), Marina (2006), Mientras haya vida (2008), Perro amor, Alguien te mira (beide 2010) sowie El Señor de los Cielos (2013) auf.
Ihr Debüt im englischsprachigen Fernsehen gab sie 2012 in einer Episode der Krimiserie Burn Notice. 2014 hatte sie eine Nebenrolle in der dritten Staffel von Dallas und wurde für die Rolle der Zed Martin in NBCs Constantine engagiert. Die auf den Hellblazer-Comics von DC Comics basierende Serie hatte im Oktober 2014 Premiere und wurde im Februar 2015 nach einer Staffel wieder eingestellt.
Bei den Dreharbeiten zu Alguien te mira lernte sie den mexikanischen Schauspieler Rafael Amaya kennen. Die beiden verlobten sich 2015.

## Filmografie
- 2003: Ladrón de Corazones (Fernsehserie, Episode 1x01)
- 2005: Los Plateados (Fernsehserie, Episode 1x01)
- 2006: Decisiones (Fernsehserie, Episode 2x19)
- 2006: Marina (Fernsehserie, Episode 1x01)
- 2008: Mientras haya vida (Fernsehserie, Episode 1x183)
- 2008: Vivir por ti (Fernsehserie, Episode 1x01)
- 2008: Gabriel (Fernsehserie, 10 Episoden)
- 2010: Perro amor (Fernsehserie, Episode 1x01)
- 2010: Dead West
- 2010: Más sabe el diablo: El primer golpe
- 2010: Edgar Floats (Fernsehfilm)
- 2010–2011: Alguien Te Mira (Fernsehserie, 75 Episoden)
- 2012: Burn Notice (Fernsehserie, Episode 6x09)
- 2013: El Señor de los Cielos (Fernsehserie, 56 Episoden)
- 2014: Dallas (Fernsehserie, 3 Episoden)
- 2014–2015: Constantine (Fernsehserie, 11 Episoden)
- 2015: Agent X (Fernsehserie, Episode 1x04)
- 2016: Criminal Minds: Beyond Borders (Fernsehserie, Episode 1x08)
- 2016: Castle (Fernsehserie, Episode 8x16)
- 2016: The Death of Eva Sofia Valdez (Fernsehfilm)
- 2017: Jenni Rivera: Mariposa de Barrio (Fernsehserie, 69 Episoden)
- 2018: Danger One
- 2019: Skin in the Game
- 2019: Preso No. 1 (Fernsehserie, 26 Episoden)
- 2019: Pandora (Fernsehserie, Episode 1x12)